# Hardy Browning
Harold Browning (5 de marzo de 1915-2 de noviembre de 1999), conocido como Hardy Browning, fue un minero de Nueva Zelanda convertido en alfarero: un minero de carbón que, después de perder su trabajo con el cierre de la mina Dobson en 1968, fue recapacitado por la artista y maestra Yvonne Rust, y operó un exitoso estudio de cerámica en la costa oeste durante 11 años.

## Primeros años de vida y carrera como minero
Nacido el 5 de marzo de 1915, Browning era hijo de Frank y Margaret Browning de Waikaka en Southland. Fue educado en la Escuela Waikaka, donde mostró una temprana promesa artística, ganando el premio de dibujo Standard 6 en 1928.
Cuando era joven, Browning trabajó como minero de oro en la región de Otago durante la Gran Depresión. Luego se mudó a la costa oeste y se convirtió en minero de carbón en la mina Dobson, en el asentamiento de Dobson en el río Grey. El 31 de julio de 1937, se casó con Zona Kerr en la iglesia Holy Trinity, Greymouth. Activista político y socialista acérrimo, en 1954 Browning se convirtió en el primer candidato del Partido Comunista en ser elegido para el Consejo Municipal de Brunner.
El 30 de septiembre de 1968 cerró la mina Dobson y 250 mineros perdieron sus trabajos. En ese momento, la alfarera Yvonne Rust estaba enseñando arte en Greymouth High School y se ofreció a realizar un curso de capacitación de mineros en técnicas de cerámica para ayudarlos a aprender un nuevo oficio y formar un colectivo; ella anunció con un aviso en la pared de la casa de baños de la mina recién construida. Rust llamó a su colega Roger Ewer para que regresara a la costa oeste y estableciera instalaciones para capacitar a 40 mineros, pero cuando llegó, todos los desempleados, excepto nueve, se habían mudado a Christchurch en busca de trabajo. Un alfarero de Nelson le había dicho al comisionado de la costa oeste que era poco probable que el plan de Rust tuviera éxito y que la propuesta no logró atraer ningún financiamiento del gobierno. Cuatro mineros de Dobson se inscribieron en el curso, pero solo Browning se convirtió en ceramista profesional.
Cuando la mina cerró en 1968, Browning tenía 54 años y tenía una pierna parcialmente discapacitada a causa de un accidente minero. Sus hijos se habían ido de casa y él vivía en Taylorville, al otro lado del río Grey de Dobson, con su esposa Zona. Considerándose demasiado joven para jubilarse, decidió comenzar una nueva vida como artista. Aunque no tenía formación artística previa, y solo una educación de nivel 6, aprendió la química de los esmaltes y la física de los hornos.

## Carrera como alfarero
En marzo de 1969, Browning formó parte de un espectáculo con Barry Brickell, Doug Mason y Robert Thorne en Varias Artes en Christchurch. Un crítico señaló que Browning había «hecho avances considerables en el lanzamiento, y la escala de sus ollas ha mejorado, pero su trabajo a menudo se ve defraudado por cosas pequeñas...». El mes siguiente, formó parte de una exposición conjunta de artistas de la Costa Oeste. en la Society of Arts de Christchurch, donde sus piezas se consideraban típicas del estilo marrón y utilitario de la cerámica de la costa oeste, fuertemente influenciado por Yvonne Rust. En 1971, Browning lanzaba ollas en un estudio casero y enseñaba cerámica en las clases nocturnas de Greymouth High School. Se esforzaba por convertirse en alfarero a tiempo completo, vendiendo su trabajo a través de la tienda Coast Craft de Greymouth, dirigida por la alfarera Daphne Simpson y su esposo fotógrafo Frank, y luchaba por mantenerse al día con los pedidos de lugares tan lejanos como Christchurch y Oamaru.
Browning recolectó arcilla de un pozo cercano y la mezcló con arcilla de Charleston y Eight Mile, cociendo su trabajo en un horno de tiro descendente alimentado con aceite con un esmalte de sal. Estaba desarrollando un estilo distintivo, creando sus propios esmaltes con ceniza de hueso para impartir un color dorado, y decorando las vasijas con elegantes pergaminos y marcas similares a jeroglíficos. En 1974, fue objeto de un ensayo fotográfico del fotógrafo de Wellington John Johnstone, publicado para las escuelas por Reed Education. En la década de 1980, Browning había comenzado a atender a una clientela de clase media, produciendo ollas con el lema «A los kiwis no les gustan las armas nucleares», que resultó popular entre los políticos del Partido Laborista (incluido el ministro de Trabajo Stan Rodger). Una urna alta azul-blanca suya, exhibida en la galería de Auckland de Peter Sinclair, fue entregada al Arzobispo de Canterbury Lord Robert Runcie durante una visita a Nueva Zelanda.
Browning tuvo cada vez más éxito, dirigió su estudio de cerámica durante 11 años y produjo miles de tazas, teteras y cacerolas, así como jarrones y jarrones más grandes que se vendían en tiendas de artesanía. Eventualmente vendió el estudio y, a los 80 años, con movilidad reducida y dificultad para hablar, pasó a fabricar bastones de madera tallada a la deriva.
Browning murió el 2 de noviembre de 1999, habiendo fallecido antes que su esposa, Zona, en 1994.

## Lectura adicional
- Johnstone, John (1974). Hardy Browning, Potter. Wellington: Reed Education. ISBN 0589050-83-4.

- Datos: Q117702044
- Multimedia: Hardy Browning / Q117702044